# Interstate 76 (ouest)
Pour les articles homonymes, voir Interstate 76, Route 76 et I-76.
 (novembre 2023).
Si vous disposez d'ouvrages ou d'articles de référence ou si vous connaissez des sites web de qualité traitant du thème abordé ici, merci de compléter l'article en donnant les références utiles à sa vérifiabilité et en les liant à la section « Notes et références ».
L'Interstate 76 (I-76) est une autoroute ouest–est de l'Ouest des États-Unis qui relie l'I-70 à Arvada, Colorado et l'I-80 près de Big Springs, Nebraska. L'autoroute parcourt 187,29 miles (301,41 km) dont la quasi-totalité se trouve au Colorado. Environ trois miles (4,8 km) sont au Nebraska. L'autoroute forme quelques multiplex avec la US 6, la US 85 et la US 34. Elle n'a pas d'autoroutes auxiliaires. La route n'est pas reliée à l'autre I-76 qui s'étend de l'Ohio au New Jersey.

## Description du tracé
|       | mi     | km     |
| ----- | ------ | ------ |
| CO    | 184,14 | 296,34 |
| NE    | 3,15   | 5,07   |
| Total | 187,29 | 301,41 |

### Colorado

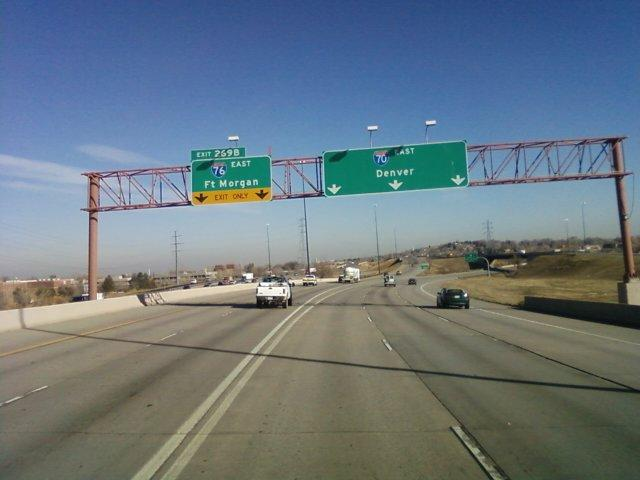
L'I-70 à son échangeur avec l'I-76

L'I-76 débute à un échangeur avec l'I-70 à Arvada. Depuis l'I-70, l'autoroute se dirige vers le nord-est et croise la SH 95, la US 287 et l'I-25. Un peu plus loin, elle rencontre l'I-270 à North Washington. Elle traverse ensuite la South Platte River. Après avoir croisé la SH 224, l'I-76, la US 85 et la US 6 se rejoignent pour former un multiplex. Un peu au nord, la US 85 quitte le multiplex alors que l'autoroute continue son trajet vers le nord-est. Elle rencontre la E-470 et quitte la région métropolitaine de Denver.
L'autoroute longe le Barr Lake et se dirige vers Brighton. L'I-76 poursuit son tracé vers le nord-est en passant par les municipalités de Lochbuie, Hudson et Wiggins. À Wiggins, la US 34 se joint à l'autoroute et entame un multiplex. C'est aussi à cet endroit que l'autoroute adopte une orientation davantage vers l'est.
L'autoroute atteint alors Fort Morgan, puis Brush, où la US 34 quitte le multiplex. Un peu à l'est de Brush, c'est au tour de la US 6 de quitter le multiplex. L'autoroute traverse à nouveau des zones agricoles et des prairies et se dirige au nord-est vers Sterling. À partir de cette ville, l'I-76 ne rencontrera aucune autre ville directement sur son trajet.
L'I-76 continue de longer la South Platte River tout en étant entourée de fermes au nord-ouest et de plaines au sud-est. L'autoroute est parallèle à la US 138 qui dessert toutes les petites villes contournées par l'autoroute. L'I-76 passe près de Sedgwick et de Julesburg avant de quitter le Colorado.

### Nebraska

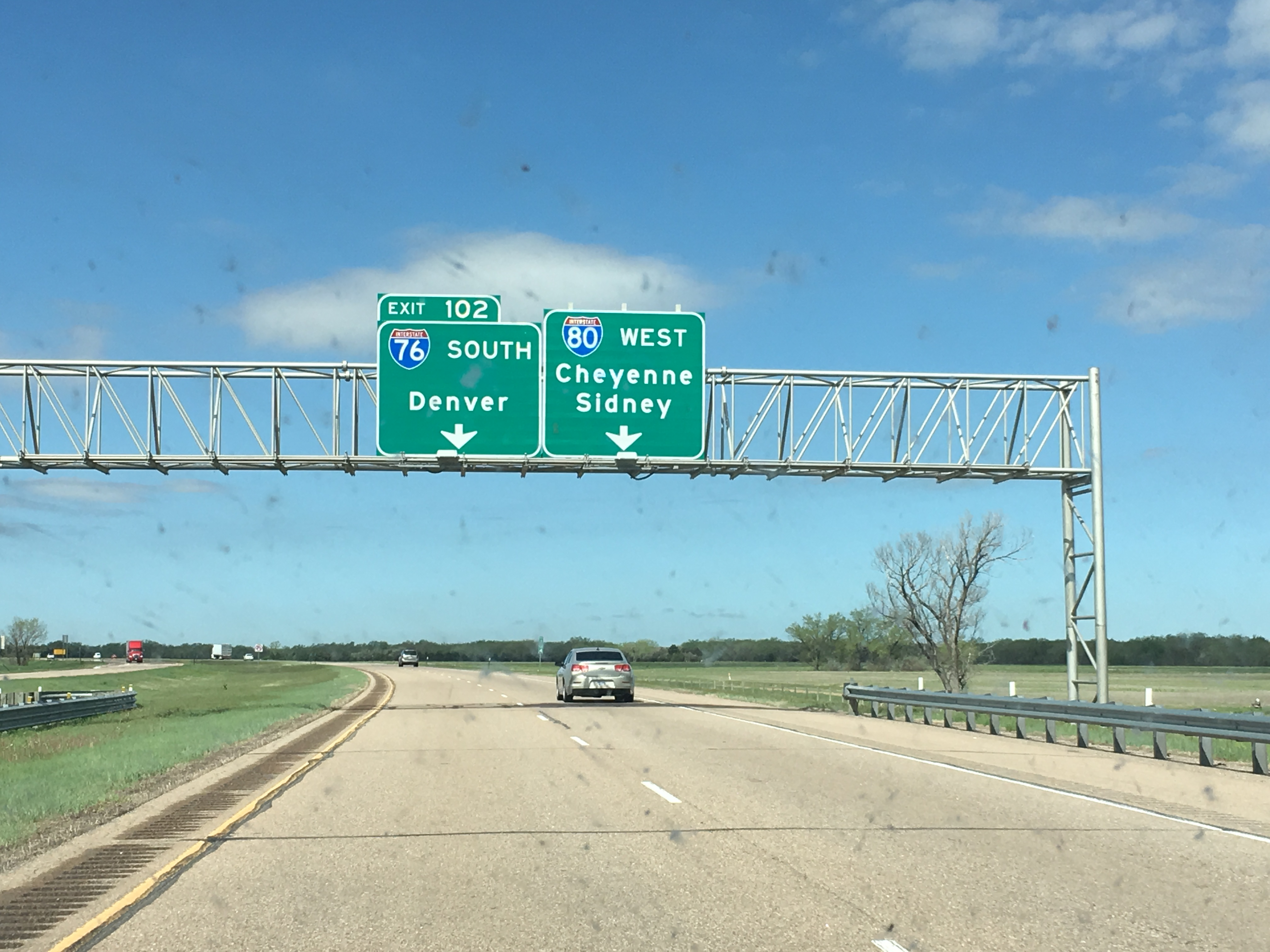
L'I-76 indiquée comme une route sud–nord au Nebraska

Au Nebraska, l'I-76 s'étend sur à peine plus de trois miles (4,8 km). Elle est désignée comme une route sud–nord, contrairement au Colorado. Son trajet entier se situe dans le comté de Deuel, parallèle à la South Platte River et la US 138. Son seul échangeur dans l'état est à son terminus avec l'I-80.

## Liste des sorties
| Interstate 76                                     |                                 |        |        |                          |                                                                               |                                                                                             |
| Comté                                             | Municipalité                    | mi     | km     | Sortie                   | Intersections / Destinations                                                  | Notes                                                                                       |
| Jefferson, CO                                     | Arvada                          | 0,00   | 0,00   |                          | I-70 ouest – Grand Junction                                                   | Sortie 269B de l'I-70                                                                       |
| Jefferson, CO                                     | Arvada                          | 0,00   | 0,00   | 1A                       | SH 121 (en) (Wadsworth Boulevard)                                             | Sortie direction ouest, entrée direction est                                                |
| Limite Jefferson–Adams                            | Limite Arvada–Berkley           | 1,77   | 2,85   | 1B                       | SH 95 (en) (Sheridan Boulevard)                                               |                                                                                             |
| Adams, CO                                         | Berkley                         | 3,22   | 5,19   | 3                        | US 287 (Federal Boulevard)                                                    |                                                                                             |
| Adams, CO                                         | Limite Berkley–North Washington | 4,21   | 6,78   | 4                        | Pecos Street                                                                  |                                                                                             |
| Adams, CO                                         | North Washington                | 5,78   | 9,30   | 5                        | I-25 / US 87 – Fort Collins, Colorado Springs                                 | Accès à l'I-25 nord depuis I-76 ouest via sortie 6B; sortie 216A-B de l'I-25                |
| Adams, CO                                         | North Washington                | 6,80   | 10,95  | 6                        | I-270 est (US 36 est) vers I-70 est – Limon, Aurora                           | Dessert l'Aéroport international de Denver                                                  |
| Adams, CO                                         | North Washington                | 6,80   | 10,95  | 6                        | I-270 ouest vers US 36 – Fort Collins, Boulder                                | Sortie direction ouest, entrée direction est; sortie 1 de l'I-270                           |
| Adams, CO                                         | Adams City                      | 8,05   | 12,96  | 8                        | SH 224 (en) (74th Avenue)                                                     | Sortie direction est, entrée direction ouest                                                |
| Adams, CO                                         |                                 | 9,48   | 15,26  | 9                        | US 6 ouest / US 85 sud – Commerce City                                        | Terminus ouest du multiplex avec US 6 / US 85; sortie direction ouest, entrée direction est |
| Adams, CO                                         |                                 | 10,47  | 16,84  | 10                       | 88th Avenue                                                                   |                                                                                             |
| Adams, CO                                         |                                 | 11,55  | 18,59  | 11                       | 96th Avenue                                                                   |                                                                                             |
| Adams, CO                                         |                                 | 12,50  | 20,12  | 12                       | US 85 nord – Greeley, Brighton                                                | Terminus est du multiplex avec US 85; pas d'entrée en direction est                         |
| Adams, CO                                         | Brighton                        | 16,48  | 26,52  | 16                       | SH 2 (en) (Sable Boulevard) / 120th Avenue – Aéroport international de Denver |                                                                                             |
| Adams, CO                                         | Brighton                        | 18,08  | 29,10  | 18                       | E-470 (en) sud vers I-70 est – Limon, Aéroport international de Denver        | Sortie direction ouest, entrée direction est                                                |
| Adams, CO                                         | Brighton                        | 19,72  | 31,74  | 20                       | 136th Avenue                                                                  |                                                                                             |
| Adams, CO                                         | Brighton                        | 21,08  | 33,93  | 21                       | Eagle Boulevard                                                               |                                                                                             |
| Adams, CO                                         | Brighton                        | 22,41  | 36,06  | 22                       | Bromley Lane                                                                  |                                                                                             |
| Adams, CO                                         | Lochbuie                        | 25,15  | 40,47  | 25                       | SH 7 (en) ouest – Lochbuie, Brighton                                          |                                                                                             |
| Weld, CO                                          | Hudson                          | 31,48  | 50,66  | 31                       | SH 52 (en) – Hudson, Fort Lupton                                              |                                                                                             |
| Weld, CO                                          | Hudson                          | 34,41  | 55,38  | 34                       | Kersey Road                                                                   |                                                                                             |
| Weld, CO                                          | Keenesburg                      | 38,93  | 62,74  | 39                       | Keenesburg                                                                    |                                                                                             |
| Weld, CO                                          | Roggen                          | 47,97  | 77,20  | 48                       | Roggen                                                                        |                                                                                             |
| Weld, CO                                          |                                 | 49,24  | 79,24  | 49                       | Painter Road                                                                  | Sortie direction ouest, entrée direction est                                                |
| Weld, CO                                          |                                 | 57,22  | 92,09  | 57                       | County Road 91                                                                |                                                                                             |
| Weld, CO                                          |                                 | 61,83  | 99,50  | 60                       | SH 144 (en) est – Orchard                                                     |                                                                                             |
| Morgan, CO                                        |                                 | 63,88  | 102,81 | 64                       | Wiggins                                                                       | Sortie direction est, entrée direction ouest                                                |
| Morgan, CO                                        |                                 | 66,10  | 106,38 | 66A                      | SH 39 (en) nord / SH 52 (en) ouest – Wiggins, Goodrich                        | Terminus ouest du multiplex avec SH 52                                                      |
| Morgan, CO                                        |                                 | 66,10  | 106,38 | 66B                      | US 34 ouest – Greeley, Estes Park                                             | Terminus ouest du multiplex avec US 34; sortie direction ouest, entrée direction est        |
| Morgan, CO                                        |                                 | 73,13  | 117,69 | 73                       | Long Bridge Road                                                              |                                                                                             |
| Morgan, CO                                        |                                 | 75,28  | 121,15 | 75                       | I-76 BL est / US 34 est / SH 52 (en) est – Fort Morgan                        | Terminus est du multiplex avec US 34 / SH 52                                                |
| Morgan, CO                                        |                                 | 78,85  | 126,90 | 79                       | SH 144 (en) est – Weldona                                                     |                                                                                             |
| Morgan, CO                                        | Fort Morgan                     | 80,14  | 128,97 | 80                       | SH 52 (en) – Raymer, Fort Morgan                                              |                                                                                             |
| Morgan, CO                                        | Fort Morgan                     | 81,65  | 131,40 | 82                       | Barlow Road – Fort Morgan                                                     |                                                                                             |
| Morgan, CO                                        |                                 | 85,71  | 137,94 | 86                       | Dodd Bridge Road                                                              |                                                                                             |
| Morgan, CO                                        |                                 | 88,70  | 142,74 | 89                       | Hospital Road                                                                 |                                                                                             |
| Morgan, CO                                        |                                 | 89,64  | 144,27 | 90                       | SH 71 (en) vers US 34 – Brush, Akron, Limon, Snyder                           |                                                                                             |
| Morgan, CO                                        |                                 | 91,69  | 147,57 | 92                       | US 6 est vers US 34 – Akron, Yuma, Wray, Brush                                | Terminus est du multiplex avec US 6                                                         |
| Morgan, CO                                        |                                 | 95,38  | 153,50 | 95                       | Hillrose                                                                      |                                                                                             |
| Washington, CO                                    |                                 | 102,09 | 164,29 | 102                      | Merino                                                                        |                                                                                             |
| Logan, CO                                         |                                 | 115,20 | 185,39 | 115                      | SH 63 (en) – Akron, Atwood                                                    |                                                                                             |
| Logan, CO                                         | Sterling                        | 124,76 | 200,78 | 125                      | US 6 – Sterling, Holyoke                                                      |                                                                                             |
| Logan, CO                                         |                                 | 133,51 | 214,87 | 134                      | Iliff                                                                         |                                                                                             |
| Logan, CO                                         |                                 | 140,85 | 226,67 | 141                      | Proctor                                                                       |                                                                                             |
| Logan, CO                                         |                                 | 148,88 | 239,60 | 149                      | SH 55 (en) – Crook                                                            |                                                                                             |
| Logan, CO                                         |                                 | 155,29 | 249,91 | 155                      | Red Lion Road                                                                 |                                                                                             |
| Sedgwick, CO                                      |                                 | 164,93 | 264,43 | 165                      | SH 59 (en) – Sedgwick, Haxtun                                                 |                                                                                             |
| Sedgwick, CO                                      |                                 | 172,02 | 276,84 | 172                      | Ovid                                                                          |                                                                                             |
| Sedgwick, CO                                      | Julesburg                       | 180,22 | 290,04 | 180                      | US 385 vers US 138 – Julesburg                                                |                                                                                             |
|                                                   |                                 | 184,14 | 296,34 | Limite Colorado–Nebraska | Limite Colorado–Nebraska                                                      | Limite Colorado–Nebraska                                                                    |
| 0,00                                              | 0,00                            |        |        | Limite Colorado–Nebraska | Limite Colorado–Nebraska                                                      | Limite Colorado–Nebraska                                                                    |
| Deuel, NE                                         |                                 | 2,07   | 3,33   | 3                        | I-80 – Sidney, Omaha                                                          | Terminus est; sortie 102 de l'I-80                                                          |
| - Terminus de multiplex - Péage - Accès incomplet |                                 |        |        |                          |                                                                               |                                                                                             |